# Wagneriana spicata
Wagneriana spicata là một loài nhện trong họ Araneidae.
Loài này thuộc chi Wagneriana. Wagneriana spicata được Octavius Pickard-Cambridge miêu tả năm 1889.